# Сераса
Сераса — один з 18 мукімів (районів) округи (даера) Бруней-Муара, Бруней.
У Серасі знаходиться головний порт Брунею в містечку Муара, а також поромна переправа, що пов'язує Бруней з Лабуаном та іншими портами.
У 1883-1924 роках на території Сераси працювали вугільні копальні.

## Поділ
Мукім Сераса поділяється на 6 селищ:
- Муара
- Сераса
- Сабун[en]
- Мераганг
- Пелумпонг
- Капок (Бруней)[en]